# Ordine dell'Indipendenza
L'Ordine dell'Indipendenza è un ordine cavalleresco repubblicano della Tunisia moderna.

## Storia
L'ordine venne fondato nel 1957 per commemorare il 20 marzo di quello stesso anno quando era ufficialmente terminato il periodo coloniale francese in Tunisia e lo stato era divenuto una Repubblica.
Esso veniva conferito prevalentemente a quanti si fossero distinti per l'indipendenza della Tunisia, ma poteva essere anche concesso nella forma del collare ad altri capi di Stato stranieri.

## Insegne
La medaglia dell'ordine consiste in una stella a cinque punte smaltata di bianco e bordata d'oro, ai cui angoli si trovano dei triangoli rossi bordati anch'essi d'oro. Al centro della stella si trova il ritratto di Habib Bourguiba, primo presidente della Repubblica tunisina ed eroe dell'indipendenza nazionale, realizzato in oro a sbalzo. Attorno al ritratto si trova un anello smaltato di bianco e bordato d'oro con in arabo il nome dell'ordine in lettere dorate.
La stella riprende le medesime insegne della medaglia ma è montata su una stella raggiante dai cinque angoli della stella centrale con raggi dorati molto movimentati.
Il nastro è bianco tre strisce gialle e due rosse alternate per parte.

## Gradi
L'Ordine dell'Indipendenza consta dei seguenti gradi di benemerenza:
- Cavaliere di Gran Stella
- Grand'Ufficiale
- Commendatore
- Ufficiale
- Cavaliere